# L'estafa d'Andorra
L'estafa d'Andorra és un documental, que repassa els episodis de corrupció que s'han produït al principat i que n'han malmès la imatge, en el qual destaca el cas de la Banca Privada d'Andorra (BPA) i la manera com va afectar l'operació Catalunya, l'episodi de guerra bruta del Regne d'Espanya contra Catalunya durant el procés independentista català.

## L'agitada sortida del documental
El documental es va produir entre el mes de març de 2019 i l'agost de 2020 i va ser estrenat el dijous 27 d'agost de 2020 a través de la plataforma Amazon Prime. El seu director, el realitzador nord-americà Eric Merola, va denunciar ja dissabte 29 que el seu treball havia desaparegut del servei de recerca de la plataforma, on s'hi podia seguir accedint si ja se'n disposava de l'enllaç.
El documental circulava feia temps per les xarxes i havia estat polèmic a Andorra. Coincidint amb la seva estrena, algun mitjà el va titllar de "Documental de part" que no aportava cap testimoni dels contraris a la teoria conspiratòria. Davant el que considerava una greu vulneració, per part d'Amazon Prime Video, de la bona fe contractual, el director nord-americà va decidir pujar el documental a YouTube, on es pot visualitzar. Per la seva banda, Diari d'Andorra informava que també se n'havia restringit la visualització des del Principat, on ja no era accessible dins l'aplicació mòbil d'Amazon Prime Video. Efectivament, la notícia apareixia en l'edició de l'endemà del Diari, fent esment a dubtes per la barreja del cas BPA, sense motiu aparent, amb el moviment independentista català.  

## Entrevistes
- Isabel Sarmiento: ex-cap de compliment de BPA.
- Joan Cejudo: ex-director general adjunt d'operacions corporatives de BPA.
- Santi Rosselló: ex-director d'operacions internacionals de BPA.
- Josep Antoni Silvestre: advocat, Silvestre Advocats.
- Gonzalo Boye: advocat de drets humans i membre del Centre Europeu pels Drets Constitucionals i Humans.
- Artus Mas: ex-president de Catalunya.
- Carles Puigdemont: ex-president de Catalunya.
- Pablo Laplana: ex-director general adjunt de negocis internacionals de BPA.
- Miguel Sebastia: ex-director executiu del Consell de la Cambra de Comerç Espanya-EUA.
- Ares Rosselló: filla de Santi Rosselló.
- Jaume Reixach: periodista de El Triangle i La Valira.
- Eric Lewis: advocat, Lewis, Baach, Kaufmann, Middlemiss.
- Carlos Quílez: periodista de Global Chronicle i El Taquígrafo.
- Anna Solé: advocada, S&M Advocats.
- Gema Martinez: advocada, S&M Advocats.
- Jordi Segura Cobo: advocat, Despatx Segura Advocats.
- Ferran Sicart: economista i fundador de Tracis.
- Claudia: resident catalana de Barcelona.
- Alfons Clavera: advocat de drets humans, Bufet Clavera.
- Elisa Muxella: directora de l'Institut de Drets Humans d'Andorra.